# 久慈宇部インターチェンジ
久慈宇部インターチェンジ（くじうべインターチェンジ）は、岩手県久慈市宇部町第3地割にある三陸沿岸道路（野田久慈道路）のインターチェンジ (IC) である。
久慈方面出入口のみのハーフICである。

## 歴史
- 2021年（令和3年）
  - 11月19日 : IC名称が「久慈宇部IC」で正式決定[1]。
  - 12月18日 : 普代村第16地割 - 久慈IC間 開通に伴い、供用開始[1]。

## 道路

### 本線
- E45 三陸沿岸道路（野田久慈道路・63番）

### 接続する道路
- 直接接続
  - 国道45号

## 料金所
無料区間のため、設置されない。

## 隣
E45 三陸沿岸道路（野田久慈道路）
(62) 野田IC - (63) 久慈宇部IC - (64) 久慈南IC